# Galeocharax gulo
Galeocharax gulo, popularmente conhecido como peixe-cigarra, saicanga e cacunda, é um pequeno peixe caraciforme de água doce da família dos caracídeos (Characidae), amplamente distribuído na América do Sul (Colômbia, Equador, Peru, Paraguai, Guiana Francesa, Venezuela e Brasil). É bentopelágico e carnívoro, se alimentando de invertebrados e peixes.

## Etimologia
O nome genérico Galeocharax deriva do grego galeós (γαλεός), designação para uma espécie de tubarão, e chárax (χάραξ), termo empregado para um peixe marinho de identificação incerta. Em xavante é chamado Pe’wanhĩptihöirã. Seu nome popular saicanga não tem etimologia certa, mas parece ser de origem tupi.

## Taxonomia e sistemática
Galeocharax gulo foi descrito pela primeira vez por Edward Drinker Cope em 1870, sob o nome Cynopotamus gulo. A espécie faz parte da família dos caracídeos (Characidae) e da subfamília dos caracíneos (Characinae). G. goeldii foi retirado da sinonímia de G. gulo por Menezes (2007), passando a ser reconhecido como espécie distinta. G. gulo se diferencia de seus congêneres principalmente pelo menor número de escamas perfuradas na linha lateral, variando de 77 a 87, em comparação a 90 a 105 em G. humeralis e 88 a 97 em G. goeldii. Outra característica diagnóstica é a ausência de pequenos dentes cônicos entre o terceiro e o quarto caninos dentários, enquanto G. humeralis apresenta de um a três. Embora exista sobreposição no número de escamas acima e abaixo da linha lateral entre G. gulo e as demais espécies, G. gulo tende a apresentar contagens inferiores. O número de escamas acima da linha lateral varia entre 14 e 19 (mediana de 16), enquanto em G. humeralis e G. goeldii varia de 17 a 20 (mediana de 18). Abaixo da linha lateral, G. gulo possui de 11 a 16 escamas (mediana de 13), em contraste com os valores observados em G. humeralis (14 a 16, mediana de 15) e G. goeldii (15 a 17, mediana de 16).
Galeocharax difere de todos os gêneros de caracíneos, exceto Cynopotamus e Acestrocephalus, pela presença de escamas espinoides. Pode ser distinguido dos membros dos dois últimos gêneros pela presença de uma projeção óssea lateral na nasal (vs. projeção ausente em Acestrocephalus e Cynopotamus); por ter o infraorbital 1 alongado anteriormente, alcançando a pré-maxila e estendendo-se anteriormente além do antorbital (vs. infraorbital 1 não tão alongado anteriormente, ficando aquém da margem anterior do antorbital em Acestrocephalus e Cynopotamus); e pela ausência de uma crista óssea na superfície medial do ectopterigoide (vs. crista óssea presente em Acestrocephalus e Cynopotamus). Galeocharax também difere de Cynopotamus pela presença de 6 a 13 pequenos dentes cônicos posteriores aos caninos dentários (vs. pequenos dentes cônicos posteriores aos caninos dentários ausentes); e pela ausência de um entalhe pronunciado na margem posteroventral do cleitro (vs. entalhe na margem posteroventral do cleitro presente).

## Descrição

### Dimorfismo
Galeocharax gulo apresenta comprimento máximo registrado de 18,8 centímetros de comprimento padrão (CP) para machos ou indivíduos de sexo indeterminado, enquanto as fêmeas podem alcançar até 25 centímetros . O maior peso documentado para a espécie é de 119,81 gramas.  Machos possuem ganchos ósseos nos raios das nadadeiras pélvicas e anais. Na nadadeira anal, esses ganchos estão localizados na superfície lateral do ramo posterior dos raios ramificados, podendo também ocorrer nos últimos raios não ramificados em alguns exemplares. Cada segmento de raio apresenta um ou dois, raramente três, ganchos orientados dorsoposteriormente, sendo esses apêndices ósseos encontrados nos 8 a 28 raios mais anteriores (Figs. 10a-c). Nos raios da nadadeira pélvica, os ganchos estão dispostos na superfície ventral das lepidotriquias, ligeiramente deslocados posteriormente, com um ou dois, ocasionalmente três ganchos por segmento, apontando para a base do raio e presentes em um a cinco dos raios mais laterais. Fêmeas de tamanho relativamente grande, como um exemplar com 179,0 milímetros de comprimento padrão (MZUSP 10479), também apresentam ganchos ósseos na nadadeira anal, porém em número reduzido, com menor desenvolvimento e distribuídos em menos raios em comparação aos machos.

### Características gerais
O corpo de Galeocharax gulo é alongado, lateralmente comprimido e moderadamente profundo, com a maior profundidade ocorrendo na vertical correspondente à origem da nadadeira dorsal. O perfil dorsal da cabeça é levemente côncavo, estendendo-se da ponta do focinho até o final do espinho supraoccipital. O perfil dorsal do corpo é ligeiramente convexo até a base do primeiro raio da nadadeira dorsal, inclinado posteroventralmente ou levemente convexo ao longo da base dorsal. Da base do último raio da nadadeira dorsal até o pedúnculo caudal, o perfil dorsal é reto a levemente côncavo. O perfil ventral da cabeça e do corpo é convexo até a origem da nadadeira anal, inclinado posterodorsalmente ao longo da base desta nadadeira e reto a levemente côncavo no pedúnculo caudal. A margem óssea posterior do opérculo é geralmente côncava, podendo ser, raramente, reta ou convexa.
As nadadeiras de G. gulo possuem características diagnósticas. A origem da nadadeira dorsal está situada anteriormente à metade do comprimento padrão, com a base do último raio posicionada posteriormente à vertical da origem da nadadeira anal. O radial medial proximal do primeiro pterigióforo da nadadeira dorsal insere-se atrás da espinha neural da nona vértebra. A nadadeira dorsal apresenta ii (466) ou iii (3) espinhos e 8 (2), 9 (459), 10 (7) ou 11 (1) raios ramificados, com margem distal levemente côncava na maioria dos indivíduos. A origem da nadadeira anal localiza-se aproximadamente na metade do SL, com o primeiro pterigióforo inserido posteriormente à espinha hemal da 17ª (4) ou 18ª (4) vértebra. Essa nadadeira possui v (5) espinhos e entre 33 e 46 raios ramificados, com lobo anterior pouco desenvolvido e margem distal côncava nos dois terços anteriores, tornando-se levemente convexa no terço posterior.
As nadadeiras peitorais têm i,13 a i,17 raios, com o raio mais longo alcançando a origem da nadadeira pélvica quando deprimido; a margem posterior é reta, com quatro ou cinco raios proximais mais curtos. Indivíduos com pelo menos 34 mm de CP ainda mantêm a nadadeira peitoral larval sem raios. A origem da nadadeira pélvica está anterior à da dorsal, com fórmula i,7; o raio mais longo geralmente não alcança a abertura urogenital nem a origem da nadadeira anal. A margem posterior é levemente convexa, exibindo formato em leque quando estendida. A nadadeira caudal é bifurcada, com fórmula de raios principais i,9,8,i, sendo o lobo inferior mais longo e profundo que o superior. Os raios procorrentes dorsais e ventrais variam entre 12 e 16. A nadadeira adiposa está presente, posicionada antes da vertical da base do último raio da nadadeira anal.
Quanto à cobertura corpórea e à dentição, G. gulo apresenta escamas espinoides ao longo de quase todo o corpo, exceto nas axilas das nadadeiras pareadas e nas regiões posteriores às nadadeiras dorsal e anal, onde há escamas cicloides. Uma escama axilar está presente na nadadeira pélvica. A base da nadadeira anal possui duas a três fileiras de escamas horizontais sobre os raios anteriores, diminuindo posteriormente. A base dos raios da nadadeira caudal também é coberta por escamas. A boca é terminal e oblíqua, com o maxilar superior ligeiramente projetado em relação ao inferior, e a margem posterior da maxila geralmente não ultrapassa a vertical da margem posterior da órbita. Estão presentes os infraorbitais 1 a 6, sendo o supraorbital ausente. A dentição é composta por dentes cônicos: a pré-maxila tem duas fileiras de dentes, com a interna contendo dois dentes voltados para dentro da boca e a externa com 7 a 11 dentes, sendo os caninos mais espaçados. A maxila abriga de 35 a 55 dentes cônicos distribuídos ao longo da margem ventral. O dentário apresenta uma fileira interna com 6 a 10 dentes orientados posteriormente e uma fileira externa com quatro caninos anteriores, seguidos por um grupo de 21 a 34 pequenos dentes cônicos contínuos ao quarto canino. A linha lateral é completa, com canal laterossensorial ramificado posteroventralmente em cada escama. O número de escamas perfuradas na linha lateral varia entre 77 e 87, com 14 a 19 fileiras acima, 11 a 16 abaixo e 19 a 26 ao redor do pedúnculo caudal. G. gulo possui de 39 a 42 vértebras totais, 16 ou 17 abdominais e 23 a 26 caudais, com 4 ou 5 supraneurais orientados obliquamente entre a quinta e a nona vértebra. O pseudotímpano está presente, sendo delimitado anteroventralmente pelo músculo oblíquo superior, posteriormente pelo mesmo músculo e pela costela associada à sexta vértebra, e posterodorsalmente pelo músculo lateral superficial e pelo nervo da linha lateral. A costela associada à quinta vértebra é visível anteriormente, mas não contribui para a delimitação anterior do hiato muscular.

#### Coloração
A coloração geral do corpo de Galeocharax gulo é amarelada, com a região dorsal mais escura que a ventral, devido à concentração de cromatóforos no campo posterior das escamas dorsais. Uma faixa escura mediana dorsal estende-se do espinho supraoccipital até a origem da nadadeira dorsal na maioria dos exemplares, não sendo distinguível posteriormente à base dessa nadadeira. A região dorsal da cabeça é mais escura até aproximadamente a linha horizontal que passa pela margem dorsal da órbita. Poucos indivíduos apresentam cromatóforos dispersos nos infraorbitais, principalmente nos ossos 4, 5 e 6. A pele ao redor da boca mostra maior pigmentação na pré-maxila, maxila e dentário, com destaque para a base dos caninos da mandíbula inferior. A superfície lateral da maxila exibe cromatóforos esparsos na porção anterior, aproximadamente até a metade do comprimento do osso.
Uma mancha oval está presente na região umeral, com o maior diâmetro orientado ao longo do eixo vertical. Em alguns exemplares, essa mancha assume formato de crescente, com as pontas voltadas anteriormente. Uma faixa longitudinal médio-lateral prateada percorre o corpo dorsalmente à linha lateral, com a margem ventral dessa faixa alcançando a linha lateral na maioria dos indivíduos. Esta faixa prateada estende-se da margem posterior do supracleitro até a margem posterior da placa hipural, apresentando-se mais estreita nas regiões anterior e posterior e mais larga na região da vertical através da base da nadadeira dorsal.
Nos espécimes onde há maior desenvolvimento dessa faixa, ela se alarga a partir do pedúnculo caudal até a margem posterior da placa hipural, com a margem ventral ultrapassando a linha lateral na região do pedúnculo caudal. Além disso, uma faixa longitudinal médio-lateral escura posiciona-se dorsalmente à linha lateral, indo da margem posterior do supracleitro até aproximadamente a metade do comprimento dos raios medianos da nadadeira caudal. Essa faixa escura é mais estreita nas regiões anterior e posterior e mais larga na vertical através da base da nadadeira dorsal, formando uma mancha em forma de diamante sobre o pedúnculo caudal e a base dos raios medianos da nadadeira caudal. Em geral, a faixa escura não é tão larga quanto a faixa prateada, exceto na região do pedúnculo caudal, e as margens dorsais de ambas frequentemente se sobrepõem.
Indivíduos com menos de 104,0 milímetros de comprimento padrão apresentam linhas de cromatóforos ventrais à linha lateral, seguindo os mioseptos na superfície lateral do corpo, na região dorsal da base da nadadeira anal e nos raios da própria nadadeira anal. As nadadeiras peitorais e pélvicas são hialinas. A nadadeira dorsal exibe linhas de cromatóforos ao longo dos raios, além de cromatóforos dispersos na membrana interradial. A nadadeira adiposa é pálida. Na base dos raios da nadadeira caudal, os cromatóforos formam uma linha vertical arqueada, com maior concentração sob as escamas. Essa linha arqueada pode ser interrompida em alguns exemplares, apresentando apenas os limites dorsal e ventral bem definidos.

## Distribuição e habitat
Galeocharax gulo possui ampla distribuição na Colômbia, Equador, Peru, Paraguai, Guiana Francesa, Venezuela e Brasil. No Brasil, está presente nos estados do Acre, Amazonas, Goiás, Maranhão, Mato Grosso, Mato Grosso do Sul, Paraná, Pará, São Paulo e Tocantins, nos biomas da Amazônia, Cerrado e Mata Atlântica. Em termos hidrográficos, distribui-se nas sub-bacias dos rios Solimões-Amazonas, do Juruá, do Purus, do Uatumã, do Baixo Tapajós, do Alto e Baixo Tocantins, do Madeira, do Paranaíba, do Paraná RH1, do Paru do Trombetas, do Oiapoque e do Orinoco. Habita rios de médio e grande porte, lagos de várzea e ambientes de reservatórios, demonstrando boa capacidade de adaptação.

## Ecologia
Galeocharax gulo é uma espécie bentopelágica e carnívora, com dieta predominantemente composta por outros peixes. Sua reprodução é caracterizada por desova múltipla ao longo do ano, com maior intensidade durante a estação chuvosa.

## Conservação
A União Internacional para a Conservação da Natureza (UICN) classifica Galeocharax gulo como uma espécie pouco preocupante (LC). Na bacia do Alto Paraná, encontra-se bem estabelecido em reservatórios, o que indica que o represamento de rios não representa uma ameaça significativa à espécie. No entanto, a poluição por esgoto pode afetar algumas subpopulações de forma localizada. A espécie é ocasionalmente consumida como alimento, e sua população é considerada presumivelmente estável. Em 2018, foi classificada como pouco preocupante (LC) no Livro Vermelho da Fauna Brasileira Ameaçada de Extinção do Instituto Chico Mendes de Conservação da Biodiversidade (ICMBio). Em sua área de distribuição, está presente em várias áreas de conservação: Área de Proteção Ambiental Meandros do Rio Araguaia (APA Meandros do Rio Araguaia), o Parque Nacional da Chapada das Mesas (PARNA da Chapada das Mesas), a Reserva Biológica do Tapirapé (Rebio Tapirapé), a Reserva Extrativista Alto Juruá (Resex Alto Juruá), a Reserva Extrativista Chico Mendes (Resex Chico Mendes), o Parque Estadual do Araguaia (PE Araguaia), o Parque Estadual da Serra Azul (PE Serra Azul), a Reserva de Desenvolvimento Sustentável Uacarí (EDS Uacarí), a Área de Proteção Ambiental da Serra Dourada (APA Serra Dourada), a Área de Proteção Ambiental do Lago de Palmas (APA Lago de Palmas), a Área de Proteção Ambiental do Lago de Peixe e Angical (APA Lago de Peixe e Angical), a Área de Proteção Ambiental do Lago de São Salvador do Tocantins, Paranã e Palmeirópolis (APA Lago de São Salvador do Tocantins, Paranã e Palmeirópolis), a Área de Proteção Ambiental da Serra do Lajeado (APA Serra do Lajeado), a Área de Proteção Ambiental da Foz do Rio Santa Tereza (APA Foz do Rio Santa Tereza), a Terra Indígena Avá-Canoeiro (TI Avá-Canoeiro), a Terra Indígena Peneri-Tacaquiri (TI Peneri-Tacaquiri), a Terra Indígena Trombetas-Mapuera (TI Trombetas Mapuera).